# Милко Гайдарський
Милко Гайдарський (болг. Милко Гайдарски, 18 березня 1946 — 23 грудня 1989, Софія) — болгарський футболіст, що грав на позиції захисника.
Виступав за столичні клуби «Спартак» та «Левскі-Спартак», а також національну збірну Болгарії.

## Клубна кар'єра
У дорослому футболі дебютував 1962 року виступами за команду «Спартак» (Софія), в якій провів шість з половиною сезонів і 1968 року виграв Кубок Радянської Армії.
У січні 1969 року «Спартак» було об'єднано із набагато титулованішим клубом «Левскі», утворивши команду «Левскі-Спартак», де і продовжив виступи Милко. З командою Гайдарський став триразовим чемпіоном Болгарії (1970, 1974, 1977) та чотириразовим володарем Кубка Радянської Армії (1970, 1971, 1976, 1977).
Завершив кар'єру футболіста виступами за «Левскі-Спартак» у 1977 році, зігравши загалом у групі «А» 341 матч та 7 голів (187 ігор з 3 голами за «Левські» та 154 ігри з 4 голами за «Спартак»). Також у складі «Левскі» зіграв 21 матч і забив 1 гол в європейських турнірах (4 матчі в Кубку європейських чемпіонів, 9 матчів та 1 гол у Кубку володарів кубків та 8 матчів у Кубку УЄФА).

## Виступи за збірну
24 червня 1967 року дебютував в офіційних іграх у складі національної збірної Болгарії в товариському матчі з Польщею (3:2).
У 1968 році він грав на Олімпійських іграх у Мексиці та виграв там срібну медаль. На турнірі зіграв у 5 іграх, в тому числі і у фінальному матчі.
У складі збірної був учасником чемпіонату світу 1970 року у Мексиці, де зіграв дві гри — проти ФРН (2:5) та Марокко (1:1), а його збірна не подолала груповий етап. 
Загалом протягом кар'єри у національній команді, яка тривала 5 років, провів у її формі 30 матчів.
Помер 23 грудня 1989 року на 44-му році життя у місті Софія.

## Титули і досягнення
- Чемпіон Болгарії (3):

«Левскі-Спартак»: 1969/70; 1973/74; 1976/77
- Володар Кубка Болгарії (5):

«Спартак» (Софія): 1967/68
«Левскі-Спартак»: 1969/70; 1970/71; 1975/76; 1976/77
- Срібний олімпійський призер: 1968